# St Antony's College
Il St Antony's College è uno dei collegi costituenti l'Università di Oxford. Fondato nel 1950, è uno dei sette collegi di Oxford aperti solo ai graduate students, cioè coloro che abbiano già conseguito la prima laurea. È specializzato in materie quali la politica, l'economia e le relazioni internazionali. Ha ammesso le donne a partire dal 1962 ed è stato riconosciuto ufficialmente dall'università nel 1963. Possiede una grande biblioteca che ospita più di 60000 volumi.